# Puente de Piedra (Saragozza)

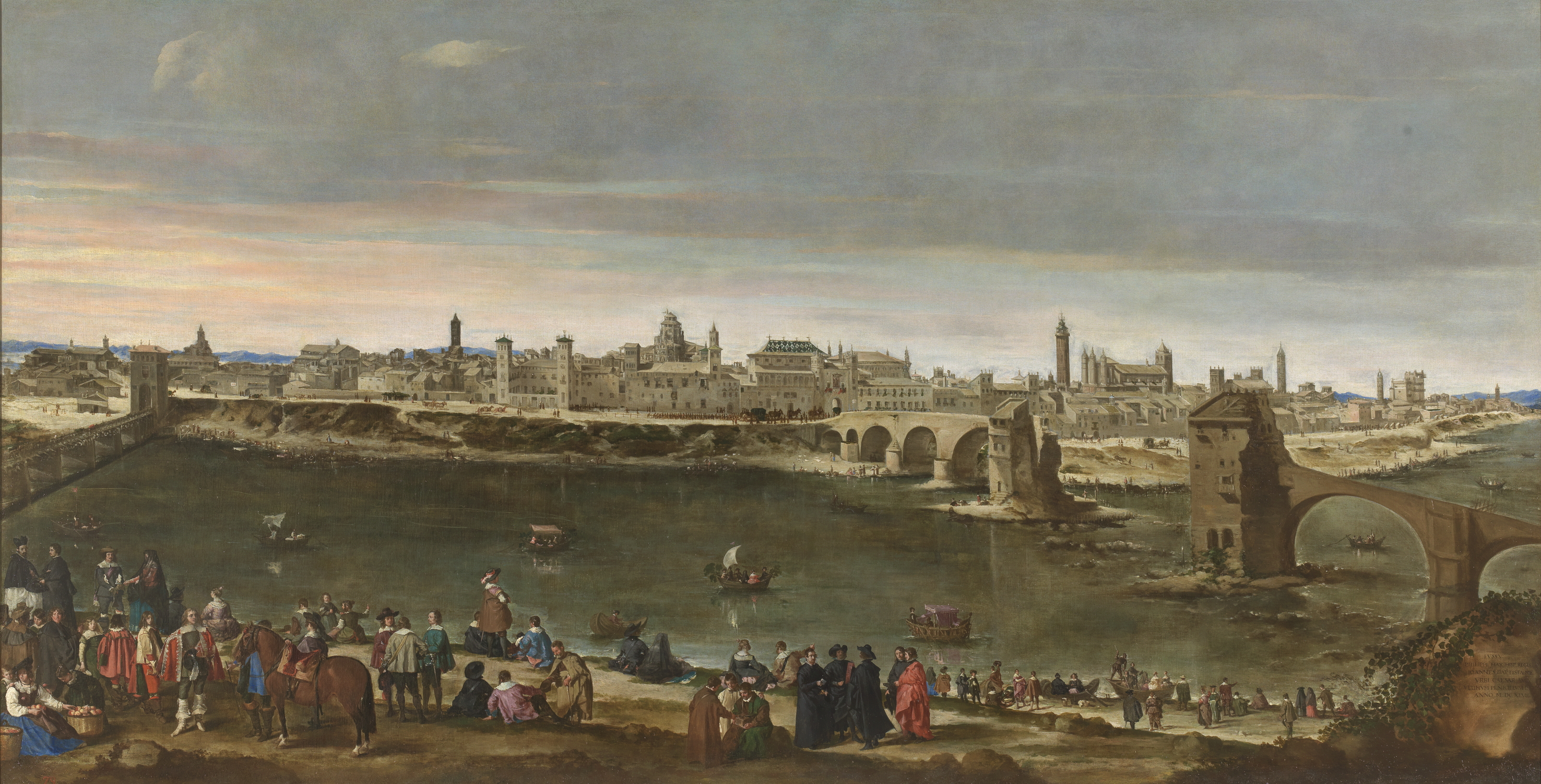
Il quadro Vista de Zaragoza en 1647

Il Puente de Piedra è un ponte sul fiume Ebro che si trova a Saragozza, chiamato anche "Ponte dei leoni" a causa dei quattro leoni (simbolo della città) che sono collocati sui pilastri ai lati del ponte.
Fin dal XII secolo i cittadini di Saragozza cercarono di costruire un ponte che congiungesse le due sponde dell'Ebro. Tra il 1401 e il 1440 venne costruito un ponte in pietra sotto la direzione di Gil de Menestral che resistette fino all'alluvione del 1643 che ne distrusse due campate centrali, come si può vedere nel quadro Vista de Zaragoza en 1647 di Juan Bautista Martínez del Mazo del 1647.
Il ponte fu ricostruito nel 1659 per opera dell'architetto Felipe de Busiñac che restaurò le due torri distrutte e ampliò i piloni del ponte.